# Италия на «Евровидении-1956»
Италия дебютировала в «Евровидении 1956», проходившем в Лугано, Швейцария, 24 мая 1956 года. На конкурсе страну представили Франка Раймонди с песней «Aprite le finestre», выступившая седьмой, и Тонина Торрьелли с песней «Amami se vuoi», закрывшая конкурс, выступив под номером 14. Ни одна из песен не заняла первое место.
Комментатором конкурса от Италии выступил Франко Марацци (Programma Nazionale). Франка и Тонина выступили в сопровождении оркестра под руководством Джана Стеллари.

## Национальный отбор
С 8 по 10 марта 1956 года состоялся шестой фестиваль в Сан-Ремо. Комиссия из 8 человек выбрала из 405 песен, заявленных на конкурс, всего 20, которые прошли в полуфинал. Все песни были исполнены 6 представителями. Ниже представлен список выступлений в обоих полуфиналах, пройденных 8 и 9 марта.
| №  | Артист                            | Песня                            | Место |
| -- | --------------------------------- | -------------------------------- | ----- |
| 1  | Уго Молинари                      | «Albero caduto»                  | Ф     |
| 2  | Тонина Торрьелли                  | «Amami se vuoi»                  | Ф     |
| 3  | Джанни Маццокки и Клара Винченци  | «Anima gemella»                  | —     |
| 4  | Франка Раймонди                   | «Aprite le finestre»             | Ф     |
| 5  | Уго Молинари                      | «Due teste su cuscino»           | Ф     |
| 6  | Luciana Gonzales                  | «E'bello»                        | —     |
| 7  | Джанни Маццокки                   | «Ho detto al sole»               | —     |
| 8  | Тонина Торрьелли                  | «Il bosco innamorato»            | Ф     |
| 9  | Тонина Торрьелли                  | «Il cantico del cielo»           | Ф     |
| 10 | Франка Раймонди                   | «Il trenino del destino»         | —     |
| 11 | Клара Винченци                    | «Il trenino di latta verde»      | —     |
| 12 | Уго Молинари                      | «La colpa fu»                    | Ф     |
| 13 | Luciana Gonzales                  | «La vita è un paradiso di bugie» | Ф     |
| 14 | Джанни Маццокки и Франка Раймонди | «Lucia e Tobia»                  | —     |
| 15 | Клара Винченци                    | «Lui e lei»                      | —     |
| 16 | Джанни Маццокки                   | «Musetto»                        | Ф     |
| 17 | Уго Молинари                      | «Nota per nota»                  | Ф     |
| 18 | Luciana Gonzales                  | «Parole e musica»                | —     |
| 19 | Тонина Торьелли                   | «Qualcosa è rimasto»             | —     |
| 20 | Франка Раймонди                   | «Sogni d’or»                     | —     |

По результатам полуфинала в финал прошли 10 песен. В итоге Клара Винченци не прошла в финал ни с одной из песен, а Уго Молинари попал в следующий этап с 4 композициями, Тонина — с тремя.
| №  | Артист           | Песня                            | Баллы | Место |
| -- | ---------------- | -------------------------------- | ----- | ----- |
| 1  | Уго Молинари     | «Albero caduto»                  | 76    | 7     |
| 2  | Тонина Торрьелли | «Amami se vuoi»                  | 163   | 2     |
| 3  | Франка Раймонди  | «Aprite le finestre»             | 171   | 1     |
| 4  | Уго Молинари     | «Due teste sul cuscino»          | 20    | 10    |
| 5  | Тонина Торрьелли | «Il bosco innamorato»            | 77    | 6     |
| 6  | Тонина Торрьелли | «Il cantico del cielo»           | 92    | 4     |
| 7  | Уго Молинари     | «La colpa fu»                    | 88    | 5     |
| 8  | Luciana Gonzales | «La vita è un paradiso di bugie» | 153   | 3     |
| 9  | Джанни Маццокки  | «Musetto»                        | 41    | 8     |
| 10 | Уго Молинари     | «Nota per nota»                  | 24    | 9     |

По результатам финального отбора, победили Тонина Торьелли и Франка Раймонди. Голосование проводилось среди телезрителей при помощи почтовых открыток.
За песню «Aprite le finestre» в исполнении Франки от провинции Бари не получено ни одного голоса, несмотря на то, что исполнительница оттуда родом.